# قرار الجمعية العامة للأمم المتحدة 43/176
كان قرار الجمعية العامة للأمم المتحدة 43/176 المؤرخ 15 ديسمبر 1988 قرارًا دعت فيه الجمعية العامة إلى عقد مؤتمر دولي للسلم بشأن الشرق الأوسط، تحت رعاية الأمم المتحدة. والقرار معنون «43/176. قضية فلسطين». وقد اقترح مؤتمر السلام في إطار السياسة الدولية.
وقد ساند المجتمع الدولي مؤتمر السلام الدولي، ولم يعارضه سوى إسرائيل والولايات المتحدة. وأصرت إسرائيل والولايات المتحدة على المفاوضات الثنائية بدلًا من ذلك.
ويؤكد القرار المبادئ المتعلقة بتحقيق السلام الشامل: انسحاب إسرائيل من الأراضي الفلسطينية المحتلة، بما فيها القدس، ومن الأراضي العربية المحتلة الأخرى؛ أمن جميع دول المنطقة، بما في ذلك الدول المذكورة في القرار 181، داخل حدود آمنة ومعترف بها دوليًا؛ تنفيذ القرار 194؛ تفكيك المستوطنات الإسرائيلية؛ وحرية الوصول إلى الأماكن المقدسة.
في الجلسة نفسها، اعتمد القرار 43/177، الذي اعترف فيه بإعلان دولة فلسطين وكانت الأراضي الفلسطينية المحتلة تسمى أراض ينبغي للشعب الفلسطيني أن يمارس السيادة عليها. وقد حظي القراران 43/176 و43/177 بتأييد واسع النطاق من جانب المنظمات غير الحكومية في جميع أنحاء العالم.

## خلفية
عقدت الأمم المتحدة اجتماعات بشأن «قضية فلسطين» في الفترة من 13 إلى 15 ديسمبر 1988. وفي 13 ديسمبر، ألقى عرفات كلمة في الجمعية العامة. وقبل شهر كان قد أعلن دولة فلسطين. وحث بيان سياسي مصاحب لذلك على عقد مؤتمر دولي للسلام. وقد اجتذب البيان السياسي الذي أكدت فيه منظمة التحرير الفلسطينية التزامها بالأمم المتحدة وقراراتها، وأعاد تأكيد رفضها للإرهاب بجميع أشكاله، الكثير من الاهتمام الدولي الإيجابي. وتضمن البيان السياسي أيضًا اقتراحًا بوضع الأراضي الفلسطينية المحتلة تحت إشراف الأمم المتحدة مؤقتًا، على النحو المشار إليه في الفقرة 4 من القرار.
في مؤتمر صحفي عقد في 14 ديسمبر، أكد عرفات على تأييد منظمة التحرير الفلسطينية للقرار 181 كأساس للاستقلال الفلسطيني والقرارين 242 و338 كأساس للمفاوضات مع إسرائيل في إطار مؤتمر دولي. كما أكد عرفات موقف منظمة التحرير الفلسطينية، أن إسرائيل لها الحق في الوجود في سلام وأمن والنبذ المطلق لجميع أشكال الإرهاب.
ويشير القرار 43/176 إلى خطاب عرفات في 13 ديسمبر.

## العناصر الأساسية للقرار
إلى جانب الدعوة إلى عقد مؤتمر دولي للسلم، تؤكد الفقرة 3 مبادئ تحقيق السلام الشامل:
- انسحاب إسرائيل من الأراضي الفلسطينية المحتلة، بما فيها القدس، ومن الأراضي العربية المحتلة الأخرى (وهي مرتفعات الجولان)
- أمن جميع دول المنطقة، بما في ذلك الدول المذكورة في القرار 181 (أي إسرائيل وفلسطين)، داخل حدود آمنة ومعترف بها دوليًا
- تنفيذ القرار 194
- تفكيك المستوطنات الإسرائيلية
- حرية الوصول إلى الأماكن المقدسة

## نص القرار 43/176
إن الجمعية العامة
إذ نظرت في تقريري الأمين العام،
وإذ أحاطت علمًا مع التقدير بالتقدير الذي أدلى به في 13 ديسمبر 1988 رئيس منظمة التحرير الفلسطينية،
وإذ تؤكد أن تحقيق السلم في الشرق الأوسط من شأنه أن يشكل إسهامًا له شأنه في السلم والأمن الدوليين،
وإذ تدرك التأييد الساحق لعقد المؤتمر الدولي للسلام في الشرق الأوسط،
وإذ تلاحظ مع التقدير مساعي الأمين العام للتوصل إلى عقد المؤتمر،
وإذ ترحب بالدورة الاستثنائية التاسعة عشرة للمجلس الوطني الفلسطيني بوصفها إسهامًا إيجابيًا في تحقيق تسوية سلمية للنزاع في المنطقة،
وإدراكًا منها للانتفاضة المستمرة للشعب الفلسطيني منذ 9 ديسمبر 1987، الهادفة إلى إنهاء الاحتلال الإسرائيلي للأرض الفلسطينية المحتلة منذ سنة 1967،
1. تؤكد الحاجة الملحة إلى تحقيق تسوية عادلة وشاملة للنزاع العربي – الإسرائيلي، وقضية فلسطين هي جوهره؛
2. تدعو إلى عقد المؤتمر الدولي للسلام في الشرق الأوسط، برعاية الأمم المتحدة، وبمشاركة جميع أطراف النزاع، بما فيها منظمة التحرير الفلسطينية، على قدم المساواة، والأعضاء الخمسة الدائمين في مجلس الأمن، على أساس قراري مجلس الأمن 242 (1967) المؤرخ في 22 نوفمبر 1967 و338 (1973) المؤرخ في 22 أكتوبر 1973 والحقوق الوطنية المشروعة للشعب الفلسطيني، وفي مقدمتها حقه في تقرير المصير؛
3. تؤكد المبادئ التالية لتحقيق سلم شامل:
(أ) انسحاب إسرائيل من الأرض الفلسطينية المحتلة منذ سنة 1967، بما فيها القدس، ومن الأراضي العربية المحتلة الأخرى؛
(ب) ضمان ترتيبات للأمن لجميع دول المنطقة، ومن بينها الدول المسماة في القرار 181 (د - 2) المؤرخ في 29 نوفمبر 1947، داخل حدود آمنة ومعترف بها دوليًا؛
(ج) حل مشكلة اللاجئين الفلسطينيين وفقًا لقرار الجمعية العامة 194 (د - 3) المؤرخ في 11 ديسمبر 1948، والقرارات اللاحقة ذات الصلة؛
(د) تفصية المستوطنات الإسرائيلية في الأراضي المحتلة منذ سنة 1967؛
(هـ) ضمان حرية الوصول إلى الأماكن المقدسة والمباني والمواقع الدينية؛
4. تلاحظ الرغبة المعلنة والمساعي المبذولة لوضع الأرض الفلسطينية المحتلة منذ سنة 1967، بما فيها القدس، تحت إشراف الأمم المتحدة لفترة محدودة، كجزء من عملية السلم؛
5. تطلب إلى مجلس الأمن النظر في التدابير اللازمة لعقد المؤتمر الدولي للسلام في الشرق الأوسط، بما في ذلك إنشاء لجنة تحضيرية، والنظر في توفير ضمانات لتدابير الأمن التي يتوافق عليها المؤتمر لجميع دول المنطقة؛
6. تطلب إلى الأمين العام أن يواصل جهوده مع الأطراف المعنية، وأن يعمل، بالتشاور مع مجلس الأمن، على تيسير عقد المؤتمر، وأن يقدم تقارير مرحلية عن التطورات في هذه المسألة.

## الأصوات
اعتمد القرار بأغلبية 138 صوتًا مؤيدًا وامتناع عضوين عن التصويت. إسرائيل والولايات المتحدة هي الدول الوحيدة التي صوتت ضد القرار.
| الخيار        | الدول |
| ------------- | --- |
| مع (138)      | أفغانستان، ألبانيا، الجزائر، أنغولا، أنتيغوا وباربودا، الأرجنتين، أستراليا، النمسا، جزر البهاما، البحرين، بنغلاديش، باربادوس، بلجيكا، بنين، بوتان، بوليفيا، بوتسوانا، البرازيل، بروناي، بلغاريا، بوركينا فاسو، ميانمار، بوروندي، جمهورية بيلاروس السوفيتية الاشتراكية، الرأس الأخضر، جمهورية إفريقيا الوسطى، · تشاد، الصين، كولومبيا، جزر القمر، ساحل العاج، كوبا، قبرص، تشيكوسلوفاكيا، كمبوديا، اليمن الجنوبي، الدنمارك، جيبوتي، الإكوادور، مصر، · غينيا الاستوائية، إثيوبيا، فنلندا، فرنسا، الغابون، غامبيا، ألمانيا الشرقية، ألمانيا الغربية، غانا، اليونان، غينيا، غينيا بيساو، غيانا، هايتي، المجر، · آيسلندا، الهند، إندونيسيا، العراق، أيرلندا، إيطاليا، اليابان، الأردن، كينيا، الكويت، لاوس، لبنان، ليسوتو، ليبيريا، ليبيا، لوكسمبورغ، · مدغشقر، مالاوي، ماليزيا، جزر المالديف، مالي، مالطا، موريتانيا، موريشيوس، المكسيك، منغوليا، المغرب، موزمبيق، نيبال، هولندا، نيوزيلندا، · نيكاراغوا، النيجر، نيجيريا، النرويج، عمان، باكستان، بنما، بابوا غينيا الجديدة، بيرو، الفلبين، بولندا، البرتغال، قطر، رومانيا، رواندا، · سانت لوسيا، سانت فينسنت والغرينادين، ساموا، ساو تومي وبرينسيب، السعودية، السنغال، سيشل، سيراليون، سنغافورة، الصومال، إسبانيا، سريلانكا، · السودان، سورينام، إسواتيني، السويد، سوريا، تايلاند، توغو، ترينيداد وتوباغو، تونس، تركيا، أوغندا، الجمهورية الأوكرانية السوفيتية الاشتراكية، الاتحاد السوفيتي، الإمارات العربية المتحدة، المملكة المتحدة، تنزانيا، الأوروغواي، فانواتو، فنزويلا، فيتنام، اليمن الشمالي، يوغوسلافيا، زائير، زامبيا، زيمبابوي |
| غائب (14)     | بليز، الكاميرون، تشيلي، جمهورية الكونغو، دومينيكا، جمهورية الدومينيكان، السلفادور، فيجي، غرينادا، غواتيمالا، هندوراس، جامايكا، سانت كيتس ونيفيس، جزر سليمان |
| ممتنع (2)     | كندا، كوستاريكا |
| ضد (2)        | إسرائيل، الولايات المتحدة |
| غير مشارك (1) | إيران |

المصدر:

## اعتراضات إسرائيل
اعترضت إسرائيل بصفة خاصة على الفقرة 3 التي تؤكد مبدأ إنهاء الاحتلال الإسرائيلي، الانسحاب الكامل وتطبيق القرار 194 المتعلق باللاجئين الفلسطينيين. واعترضت إسرائيل أيضًا على مشاركة منظمة التحرير الفلسطينية في المؤتمر الدولي، والتي لم تعترف بها إسرائيل بوصفها ممثلًا للفلسطينيين، في ذلك الوقت. واحتجت إسرائيل بأن المؤتمر سيحل محل المفاوضات المباشرة، بدلًا من أن يدعمها.